# Sinsumulisir
Sinsumulisir, Sîn-šumu-līšir ou Sîn-šumu-lēšir (em cuneiforme neoassírio:  Sinsumulisir ou Sîn-šumu-lēšir, significando "Sim, faça o nome prosperar!"), também escrito Sinsumlisir, foi um rei usurpador no Império Neoassírio, governando algumas cidades no norte da Babilônia por três meses em 626 a.C. durante uma revolta contra o reinado do rei Sinsariscum. Ele foi o único eunuco a reivindicar o trono da Assíria.
Nada se sabe sobre a origem ou a família de Sinsumulisir, e ele aparece pela primeira vez como um proeminente cortesão e general no reinado de Assuretililani (r. 631–627 a.C.). Após a morte do pai de Assuretililani e seu antecessor, Assurbanípal (r. 669–631 a.C.), Sinsumulisir foi instrumental em garantir a ascensão de Assuretililani ao trono e consolidar sua posição como rei, derrotando tentativas de revolta contra seu governo. É possível que Sinsumulisir, como um proeminente general próximo ao rei, tenha sido o governante de fato da Assíria durante todo o reinado de Assuretililani.
Assuretililani faleceu em 627 a.C., após um reinado muito curto, e no ano seguinte, Sinsumulisir rebelou-se contra o irmão e sucessor de Assuretililani, Sinsariscum, possivelmente por sentir que sua posição proeminente estava ameaçada pelo surgimento do novo rei. Sinsumulisir conseguiu tomar cidades como Nipur e Babilônia, mas foi derrotado por Sinsariscum após apenas três meses.

## Biografia

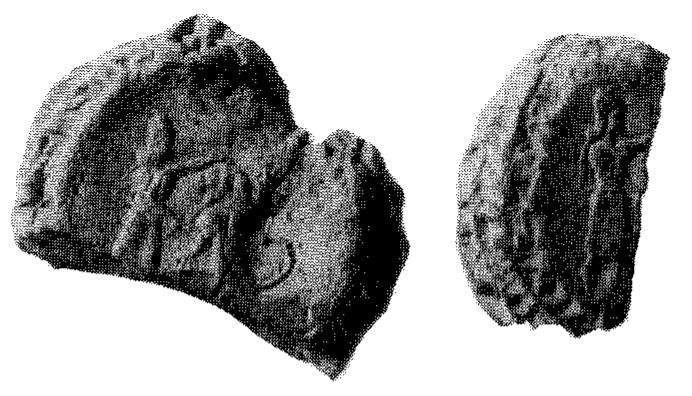
Outras impressões de selos do "rei imberbe" de Nínive, possivelmente retratando Sinsumulisir.

Nada se sabe sobre a origem ou família de Sinsumulisir. Ele era um eunuco e provavelmente já era um cortesão proeminente durante o reinado de Assurbanípal (r. 669–631 a.C.). Eunucos frequentemente eram nomeados para cargos governamentais de destaque no Império Assírio porque não tinham aspirações dinásticas e, assim, na mentalidade dos assírios, não representavam ameaças potenciais. Após a morte de Assurbanípal, Sinsumulisir desempenhou um papel fundamental na ascensão de seu filho Assuretililani ao trono, provavelmente com a ajuda de seus próprios soldados particulares. Sinsumulisir é mencionado pela primeira vez nas fontes assírias como Rabesáris (grande/chefe eunuco) de Assuretililani. Ele provavelmente era o chefe do lar de Assuretililani e provavelmente um general proeminente que havia servido o novo rei desde sua juventude.
Como em muitas outras sucessões na história assíria, a ascensão de Assuretililani ao trono assírio em 631 a.C. foi inicialmente recebida com oposição e agitação. Um oficial chamado Naburitusur tentou apoderar-se do trono assírio com a ajuda de outro oficial chamado Sinsaribni. Como rabesári do rei, é provável que Sinsumulisir tenha desempenhado um papel na supressão da conspiração, que parece ter sido esmagada relativamente rapidamente. Além de reprimir a revolta, há também uma tabuleta preservada que registra um tratado imposto por Sinsumulisir a três indivíduos particulares, garantindo a soberania de Assuretililani. O texto deste tratado é muito semelhante aos tratados de sucessão criados pelo avô de Assuretililani, Assaradão, na década de 670 a.C. para garantir a sucessão de Assurbanípal. Também é registrado que Sinsumulisir recebeu terras de Assuretililani, possivelmente como recompensa por seus serviços ao rei.
É possível que Sinsumulisir, como um general proeminente intimamente ligado ao rei, tenha sido o governante de fato da Assíria durante o reinado de Assuretililani. Assuretililani morreu em circunstâncias obscuras em 627 a.C., após apenas quatro anos como rei. O rei vassalo babilônico de Assuretililani, Candalanu, também morreu aproximadamente na mesma época, e o irmão de Assuretililani, Sinsariscum, assumiu o governo de todo o Império Neoassírio. Logo após a ascensão de Sinsariscum ao trono, Sinsumulisir se rebelou contra ele, possivelmente por sentir que sua posição proeminente estava ameaçada pela ascensão de um novo rei. Embora um líder militar que tenta reivindicar o trono durante um período de crise e sucessão não fosse necessariamente incomum, a possibilidade de um eunuco fazê-lo nunca tinha sido cogitada antes da tentativa de Sinsumulisir. Ele foi o único eunuco a reivindicar o trono da Assíria. É possível que um conjunto de impressões de selos não datadas de Nínive, contendo a imagem de um rei imberbe, possa retratar Sinsumulisir, já que os reis assírios eram sempre representados com barbas, enquanto os eunucos eram sempre representados sem barbas.
Buscando tomar o poder para si mesmo, Sinsumulisir rapidamente tomou algumas cidades-chave no norte da Babilônia, incluindo Nippur e a própria Babilônia. Embora sua área de controle estivesse limitada a partes da Babilônia, não está claro se Sinsumulisir reivindicou o título de "rei da Babilônia" além de "rei da Assíria". Historiadores modernos geralmente o incluem em listas de reis babilônicos, assim como algumas antigas listas de reis babilônicos. Sinsumulisir nunca conseguiu assumir o controle do Império Assírio e seu período como "rei" em Nippur e Babilônia durou apenas três meses antes que Sinsariscum o derrotasse com sucesso. Em um épico posterior da Babilônia, a morte de Sinsumulisir, chamado na história de "comandante todo-poderoso dos eunucos", é atribuída a Nabopolassar (o primeiro rei do Império Neobabilônico), em vez de Sinsariscum.
Apesar de ser um usurpador e de não ter assumido o controle do coração da Assíria, Sinsumulisir é rotineiramente listado na historiografia moderna como um dos últimos reis assírios, juntamente com os governantes legítimos Assuretililani e Sinsariscum.